# 汎骨炎
汎骨炎(英: panosteitis)とはイヌにおいて一般的な骨疾患。汎骨炎は一般に5-14か月齢のイヌに説明のできない痛み、跛行が突然発生し、痛みと跛行は時に肢から肢へと移動する。症状として発熱、体重減少、食欲不振、元気消失が認められる。汎骨炎の原因は不明であるが、遺伝的要因、ストレス、感染、代謝、自己免疫などの関与が疑われている。汎骨炎の発症機序として急激な発育、高タンパク質食の関与が示唆されている.。